# 納濟瓦耶夫斯克
55°34′N 71°21′E / 55.567°N 71.350°E
納濟瓦耶夫斯克 （俄语：Называ́евск）是俄羅斯鄂木斯克州西北部的一個城市，位於州府鄂木斯克西北120公里。2002年人口13,012人。
1910年建立。1956年設市。當地平均海拔120米。